# Elecciones estatales de Pará de 2022
Las elecciones estatales de Pará en 2022 se realizaron el 2 de octubre, como parte de las elecciones generales de ese año en Brasil. Los electores debían elegir un gobernador, un vicegobernador, un senador, 17 diputados a la Cámara de Diputados y 41 diputados a la Asamblea Legislativa. El proceso electoral de 2022 está marcado por la sucesión en el cargo del actual gobernador Helder Barbalho del Movimiento Democrático Brasileño (MDB), quien es elegible para un segundo mandato y se postuló para la reelección. Para la elección al Senado Federal, estaba en disputa la vacante ocupada por Paulo Rocha del Partido de los Trabajadores (PT), quien no se postularía para la reelección, tras anunciar su retiro político.
El gobernador y el vicegobernador elegidos en esta elección servirán unos días más. Esto se debe a la Enmienda Constitucional N° 111, que modificó la Constitución Federal y estipuló que el mandato de los gobernadores de los estados y del Distrito Federal debía comenzar el 6 de enero después de la elección. Sin embargo, los candidatos electos en esta elección tomarán posesión el 1 de enero de 2023 y entregarán su cargo el 6 de enero de 2027.
Por primera vez desde la redemocratización, la disputa por el gobierno de Pará se definió en primera vuelta, con la reelección de Helder Barbalho (MDB). Además, Hana Ghassan, del mismo partido, fue elegida vicegobernadora, la segunda mujer en ocupar el cargo desde Valéria Pires Franco (del extinto Partido del Frente Liberal ) en 2003, cuando fue elegida junto con Simão Jatene (entonces del Partido de la Social Democracia Brasileña).
En las elecciones para el Gobierno del Estado de Pará, por primera vez en la historia desde la redemocratización de Brasil, un gobernador fue elegido en primera vuelta en el estado. Helder Barbalho, (MDB) fue reelegido Gobernador de Pará con 70,41% de los votos válidos, derrotando en una sola vuelta al candidato Zequinha Marinho (PL) que obtuvo 27,13 de los votos. En las Elecciones Estatales de 2022, Helder Barbalho fue el candidato con mayor porcentaje entre los gobernadores electos en primera vuelta en el país. Para el Senado resultó electo Beto Faro (PT).

## Calendario electoral
| Calendario electoral       | Calendario electoral                                                                      |
| -------------------------- | ----------------------------------------------------------------------------------------- |
| 15 de mayo                 | Inicio del financiamiento para precandidatos                                              |
| 20 de julio al 5 de agosto | Convenciones partidarias para elegir candidatos y coaliciones                             |
| 2 de octubre               | Primera vuelta de las elecciones                                                          |
| 7 al 28 de octubre         | Publicidad electoral gratuita en radio y televisión relativa a una posible segunda vuelta |
| 30 de octubre              | Posible segunda vuelta electoral                                                          |
| hasta el 19 de diciembre   | Diplomatura de los elegidos por el Tribunal Electoral                                     |

## Convenciones
Las convenciones nacionales y estatales tienen como objetivo confirmar las candidaturas presidenciales, estatales, federales y de apoyo partidario. Pueden ocurrir en el período del 20 de julio al 5 de agosto de 2022.
| Fecha       | Partido o Federación                            | Definición de la convención |
| ----------- | ----------------------------------------------- | --- |
| 20 de julio | PL                                              | Candidatura de Zequinha Marinho (PL) para el gobierno del estado y Mário Couto (PL) para el senado federal. |
| 20 de julio | PSC                                             | Apoyo formal a la candidatura de Zequinha Marinho (PL) para el gobierno del estado y nominación de Rosiane Eguchi (PSC) para vicepresidenta y apoyo formal a la candidatura de Mário Couto (PL) para el Senado Federal.                                                                |
| 20 de julio | Patriota                                        | Apoyo formal a la candidatura de Zequinha Marinho (PL) para el gobierno del estado y Mário Couto (PL) para el senado federal. |
| 20 de julio | PSB                                             | Apoyo formal a la candidatura de Helder Barbalho (MDB) para el gobierno del estado y Manoel Pioneiro (PSDB) para el senado federal. |
| 21 de julio | PP                                              | Apoyo formal a la candidatura de Helder Barbalho (MDB) para el gobierno del estado y la candidatura de Flexa Ribeiro (PP) para el senado federal. |
| 26 de julio | Republicanos                                    | Apoyo formal a la candidatura de Helder Barbalho (MDB) para el gobierno del estado. |
| 26 de julio | PSD                                             | Apoyo formal a la candidatura de Helder Barbalho (MDB) para el gobierno del estado. |
| 26 de julio | UNIÃO                                           | Apoyo formal a la candidatura de Helder Barbalho (MDB) para el gobierno del estado y Manoel Pioneiro (PSDB) para el senado federal. |
| 26 de julio | PSTU                                            | Candidatura de Cleber Rabelo (PSTU) para el gobierno del estado y João Santiago (PSTU) para el senado federal. |
| 28 de julio | Solidaridad                                     | Candidatura del Mayor Marcony (Solidaridad) para el gobierno del estado. |
| 29 de julio | PROS                                            | Candidatura de Shirley Alves (PROS) para el gobierno del estado y de Paulo Castelo Branco (PROS) para el senado federal. Sin embargo, el 18 de agosto, Shirley anunció su retiro, lanzándose como candidata a diputada federal, tras una decisión del directorio nacional del partido. |
| 29 de julio | PMB                                             | Candidatura de Sofia Couto (PMB) para el gobierno del estado y Márcio Sabbá (PMB) para el senado federal. |
| 29 de julio | DC                                              | Apoyo formal a la candidatura de Helder Barbalho (MDB) para el gobierno del estado. |
| 30 de julio | Federación (PSDB, Cidadania)                    | Apoyo formal a la candidatura de Helder Barbalho (MDB) para el gobierno del estado y la candidatura de Manoel Pioneiro (PSDB) para el senado federal. |
| 31 de julio | AVANTE                                          | Apoyo formal a la candidatura de Helder Barbalho (MDB) para el gobierno del estado y la candidatura de Elielton Lira (Avante) para el senado federal. |
| 1 de agosto | Federación Brasil de la Esperanza (PT/PCdoB/PV) | Apoyo formal a la candidatura de Helder Barbalho (MDB) para el gobierno del estado y la candidatura de Beto Faro (PT) para el senado federal. |
| 2 de agosto | PTB                                             | Apoyo formal a la candidatura de Helder Barbalho (MDB) para el gobierno del estado. |
| 2 de agosto | PDT                                             | Apoyo formal a la candidatura de Helder Barbalho (MDB) para el gobierno del estado. |
| 3 de agosto | UP                                              | Apoyo informal a la candidatura de Adolfo Neto (PSOL) para el gobierno del estado. |
| 4 de agosto | Federación PSOL REDE                            | Candidatura de Adolfo Neto (PSOL) para el gobierno del estado y apoyo formal a la candidatura de Beto Faro (PT) para el Senado. |
| 4 de agosto | PODE                                            | Apoyo formal a la candidatura de Helder Barbalho (MDB) para el gobierno del estado y la candidatura de Jardel Guimarães para el senado federal. |
| 5 de agosto | MDB                                             | Candidatura de Helder Barbalho (MDB) para gobierno estatal y Hana Ghassan (MDB) para vicegobernadora. |
| 5 de agosto | AGIR                                            | Candidatura de Paulo Roseira (Agir) para el gobierno del estado y Gideon Bush para el Senado. |
| 5 de agosto | PRTB                                            | Candidatura de Felipe Augusto (PRTB) para el gobierno del estado y Renata Fonseca (PRTB) para el senado federal. |

- Los partidos PMN, PCB, PCO y Novo no presentaron candidatos ni definieron apoyos a las candidaturas al gobierno estatal y al senado federal.

## Candidatos para Gobernador
- Helder Barbalho (MDB) - Nacido en Belém, nació en 1979 y es empresario y administrador. Fue concejal de Ananindeua entre 2001 y 2002, diputado estatal entre 2003 y 2004, Alcalde de Ananindeua por dos mandatos entre 2005 y 2012, llegando a ser presidente de la Federación de Asociaciones de Municipios del Estado de Pará (FAMEP) entre 2007 y 2014. Ministro de Pesca y Acuicultura en 2015, Ministro Principal de la Secretaría Nacional de Puertos entre 2015 y 2016, ambos por el Gobierno de Dilma Rousseff y Ministro de Integración Nacional entre 2016 y 2018 durante el Gobierno de Michel Temer. Fue candidato para gobernador en 2014 y 2018, siendo electo gobernador de Pará en 2018. La candidata a vicegobernadora es Hana Ghassan, del mismo partido, es Secretaria Licenciada de Administración y Planificación, además de haber sido ya Secretaria Municipal de Hacienda de Belém entre 2017 y 2020 durante la gestión de Zenaldo Coutinho (PSDB) y Secretaria Municipal de Saneamiento e Infraestructura estructura del Municipio de Ananindeua. La convención tuvo lugar el 5 de agosto.[29]
- Zequinha Marinho (PL) - Nacido en Araguacema, en 1959, es pedagogo y técnico contable . Fue diputado estatal entre 1997 y 2003, Diputado Federal entre 2003 y 2014, Vicegobernador de Pará entre 2015 y 2018 y Senador desde 2019. Ya pasó por los partidos PDT, PTB, PSC (2003-2005; 2006; 2009-2021) y PMDB. La candidata a vicegobernadora es la odontóloga Rosiane Eguchi, del PSC. La convención tuvo lugar el 20 de agosto.[30]
- Leonardo Marcony (SD) - Nacido en Belém, es Mayor del Ejército Brasileño y presidente de la Fundación Marcony. Su candidato a vicegobernador es Nilo Noronha, del mismo partido. La convención tuvo lugar el 28 de julio.[31]
- Adolfo Neto (PSOL) - Nacido en Belém, nació en 1985 y es profesor y presidente estatal del PSOL. La candidata a vicegobernadora es la peluquera Vera Rodrigues, del mismo partido. La convención tuvo lugar el 3 de agosto.[32]
- Cleber Rabelo (PSTU) - Nacido en Bacuri, nació en 1972 y es obrero de la construcción. Ya fue concejal de Belém entre 2013 y 2016, siendo uno de los únicos miembros del PSTU en asumir este cargo. Fue candidato a gobierno estatal en 2010 y 2018, candidato a diputado estatal en 2014 y candidato a alcalde de Belém en 2016 y 2020. La candidata a vicegobernadora es la profesora Benedita do Amaral, del mismo partido. La convención tuvo lugar el 26 de julio.[33]
- Sofia Couto (PMB) - Es abogada y ex coordinadora de la Casa do Idoso de Belém entre 2019 y 2020 durante la gestión de Zenaldo Coutinho (PSDB). Fue candidata a concejala de Belém en 2016 y 2020 y candidata a diputada estatal en 2018, habiendo trabajado para el PTC, PRB y PSL . La convención tuvo lugar el 29 de julio.[34]
- Felipe Augusto (PRTB) - Nacido en Xinguara, es cardiólogo. Su diputado es Antônio Delgado, del mismo partido. La convención tuvo lugar el 5 de agosto.[35]
- Paulo Cezar (AGIR) - Nacido en Belém, es ingeniero. Su suplente es el abogado Murilo Monteiro, del mismo nacimiento. La convención tuvo lugar el 5 de agosto.

### Candidaturas oficiales
Las convenciones del partido comenzaron el 20 de julio y se prolongaron hasta el 5 de agosto. Los siguientes partidos políticos ya han confirmado sus candidaturas. Los partidos políticos tienen hasta el 15 de agosto de 2022 para registrar formalmente a sus candidatos.
Nota: el siguiente cuadro está organizado en orden alfabético de candidatos, según el nombre registrado en el Tribunal Electoral.
| Governador(a)                                | Governador(a)                                | Governador(a)                                | Vice-Governador(a)                           | Vice-Governador(a)                           | Vice-Governador(a)                           | Nª                                           | Coalición / Federación | Tiempo en franja |
| Candidato                                    | Partido                                      | Partido                                      | Candidato                                    | Partido                                      | Partido                                      | Nª                                           | Coalición / Federación | Tiempo en franja |
| -------------------------------------------- | -------------------------------------------- | -------------------------------------------- | -------------------------------------------- | -------------------------------------------- | -------------------------------------------- | -------------------------------------------- | --- | ---------------- |
| Adolfo Neto                                  |                                              | PSOL                                         | Vera Rodrigues                               |                                              | PSOL                                         | 50                                           | Federación (PSOL, REDE) | 31s              |
| Cleber Rabelo                                |                                              | PSTU                                         | Benedita do Amaral                           |                                              | PSTU                                         | 16                                           | [ 41 ] |                  |
| Felipe Augusto                               |                                              | PRTB                                         | Fernando Dourado                             |                                              | PRTB                                         | 28                                           | |                  |
| Helder Barbalho                              |                                              | MDB                                          | Hana Ghassan                                 |                                              | MDB                                          | 15                                           | Para Seguir Adelante MDB, UNIÃO, FE Brasil (PT, PCdoB, PV), Fed. (PSDB, Cidadania), PDT, PP, PSB, PODE, Avante, PSD, Republicanos, PTB, DC | 7m 27s           |
| Leonardo Marcony                             |                                              | SD                                           | Nilo Noronha                                 |                                              | SD                                           | 77                                           | | 38s              |
| Paulo Cezar                                  |                                              | AGIR                                         | Murilo Monteiro                              |                                              | AGIR                                         | 36                                           | |                  |
| Sofia Couto                                  |                                              | PMB                                          | Luciano Bombeiro                             |                                              | PMB                                          | 35                                           | |                  |
| Zequinha Marinho                             |                                              | PL                                           | Rosiane Eguchi                               |                                              | PSC                                          | 22                                           | Unión del Bien para Pará PL, PSC, PATRI | 1m 26s           |
| Presentación según representación partidaria | Presentación según representación partidaria | Presentación según representación partidaria | Presentación según representación partidaria | Presentación según representación partidaria | Presentación según representación partidaria | Presentación según representación partidaria | Presentación según representación partidaria                                                                                               | Sobras: 0.02     |

### Candidaturas declinadas
- Willian Fonseca (PRTB) - Alcalde de Oriximiná (2021-presente).[55] Tras la decisión del Ministerio Público de Pará (MPPA) de mantener a Fonseca en el cargo de alcalde de Oriximiná, su candidatura terminó siendo descartada. Además, no renunció a su cargo en el tiempo señalado.[56]
- José Nery (PSOL) - Senador por Pará (2007-2011). Incluso fue considerado como candidato a la gobernación, sin embargo, él mismo se postulará para el cargo de diputado federal.[57]
- Sílvia Letícia (PSOL) - Docente. Luego de que el partido decidiera la candidatura de Adolfo Neto para el gobierno, el entonces candidato optó por el cargo de diputado estatal, creando un colectivo con seis nombres.[58]
- Fernando Carneiro (PSOL) - Concejal de Belém (2013-presente). Con la definición de Adolfo Neto como candidato al gobierno del estado, la candidatura terminó siendo descartada.[58]
- Shirley Alves (PROS) -Profesora. El 18 de agosto anunció su renuncia en respuesta a una decisión del ejecutivo nacional del partido, ya que el 5 de agosto se devolvió el mando del PROS a Eurípides Júnior, quien decidió apoyar al candidato Luis Inácio Lula da Silva (PT) y decisión de no tener candidatos mayoritarios. Shirley optó entonces por lanzarse como candidata a diputada federal, ocupando una vacante restante para la TRE.[59] Su candidatura ya enfrentaba resistencias dentro del propio partido con gran oposición, incluyendo a Marcus Holanda, entonces presidente, llegando incluso a ser rechazada su precandidatura el 30 de junio[60] y luego relanzarse al cargo el 16 de julio.[61]

## Candidatos al Senado Federal
Los partidos políticos tienen hasta el 15 de agosto de 2022 para registrar formalmente a sus candidatos.

### Candidatos oficiales
Nota: el siguiente cuadro está organizado en orden alfabético de candidatos, según el nombre registrado en el Tribunal Electoral.
| Senador(a)                                   | Senador(a)                                   | Senador(a)                                   | Suplentes                                    | Suplentes                                    | Suplentes                                    | Nª                                           | Coalición / Federación                             | Tiempo en franja |
| Candidato                                    | Partido                                      | Partido                                      | Candidatos                                   | Partido                                      | Partido                                      | Nª                                           | Coalición / Federación                             | Tiempo en franja |
| -------------------------------------------- | -------------------------------------------- | -------------------------------------------- | -------------------------------------------- | -------------------------------------------- | -------------------------------------------- | -------------------------------------------- | -------------------------------------------------- | ---------------- |
| Beto Faro                                    |                                              | PT                                           | Josenir Gonçalves                            |                                              | PT                                           | 131                                          | Federación Brasil de la Esperanza (PT, PV e PCdoB) | 1m 27s           |
| Beto Faro                                    | Leny Campêlo                                 | PT                                           |                                              | PCdoB                                        |                                              | 131                                          | Federación Brasil de la Esperanza (PT, PV e PCdoB) | 1m 27s           |
| Elielton Lira                                |                                              | AVANTE                                       | Ronaldo Lopes                                |                                              | AVANTE                                       | 700                                          |                                                    | 12s              |
| Elielton Lira                                | Fransisco Souza                              | AVANTE                                       |                                              |                                              | AVANTE                                       | 700                                          |                                                    | 12s              |
| Flexa Ribeiro                                |                                              | PP                                           | Enric Lauriano                               |                                              | PP                                           | 111                                          |                                                    | 47s              |
| Flexa Ribeiro                                | Leandro Raul                                 | PP                                           |                                              |                                              | PP                                           | 111                                          |                                                    | 47s              |
| Gideon Windsor Bush                          |                                              | AGIR                                         | José Eduardo                                 |                                              | AGIR                                         | 360                                          |                                                    |                  |
| Gideon Windsor Bush                          | Nilson Ronaldo                               | AGIR                                         |                                              |                                              | AGIR                                         | 360                                          |                                                    |                  |
| Jardel Guimarães                             |                                              | PODE                                         | Pietro Viana                                 |                                              | PODE                                         | 190                                          |                                                    | 24s              |
| Jardel Guimarães                             | Alexandre Affonso                            | PODE                                         |                                              |                                              | PODE                                         | 190                                          |                                                    | 24s              |
| João Santiago                                |                                              | PSTU                                         | João Orlando                                 |                                              | PSTU                                         | 160                                          |                                                    |                  |
| João Santiago                                | João Tavares                                 | PSTU                                         |                                              |                                              | PSTU                                         | 160                                          |                                                    |                  |
| Manoel Pioneiro                              |                                              | PSDB                                         | João Vicente                                 |                                              | PSDB                                         | 456                                          | Federación (PSDB, Cidadania)                       | 48s              |
| Manoel Pioneiro                              | Teté Santos                                  | PSDB                                         |                                              |                                              | PSDB                                         | 456                                          | Federación (PSDB, Cidadania)                       | 48s              |
| Márcio Sabbá                                 |                                              | PMB                                          | Giovanni Vielmond                            |                                              | PMB                                          | 355                                          |                                                    |                  |
| Márcio Sabbá                                 | Zélia Pamplona                               | PMB                                          |                                              |                                              | PMB                                          | 355                                          |                                                    |                  |
| Mário Couto                                  |                                              | PL                                           | Cassio Marques                               |                                              | PL                                           | 222                                          | Unión del Bien para Pará PL, PSC, PATRI            | 1m 2s            |
| Mário Couto                                  | Fabrícia Barruda                             | PL                                           |                                              |                                              | PL                                           | 222                                          | Unión del Bien para Pará PL, PSC, PATRI            | 1m 2s            |
| Renata Fonseca                               |                                              | PRTB                                         | Max Pereira                                  |                                              | PRTB                                         | 289                                          |                                                    |                  |
| Renata Fonseca                               | Fábio Paixão                                 | PRTB                                         |                                              |                                              | PRTB                                         | 289                                          |                                                    |                  |
| Presentación según representación partidaria | Presentación según representación partidaria | Presentación según representación partidaria | Presentación según representación partidaria | Presentación según representación partidaria | Presentación según representación partidaria | Presentación según representación partidaria | Presentación según representación partidaria       | Sobras: 0:05     |

### Candidaturas rechazadas
| Senador(a)           | Senador(a)       | Senador(a) | Suplentes     | Suplentes | Suplentes |     | Coalición / Federación                             | Tiempo en franja |
| Candidato            | Partido          | Partido    | Candidatos    | Partido   | Partido   |     | Coalición / Federación                             | Tiempo en franja |
| -------------------- | ---------------- | ---------- | ------------- | --------- | --------- | --- | -------------------------------------------------- | ---------------- |
| Paulo Castelo Branco |                  | PROS       | Antonio Costa |           | PROS      | 901 |                                                    | 13s              |
| Paulo Castelo Branco | Vanderley Castro | PROS       |               |           | PROS      | 901 |                                                    | 13s              |
| Prado Sá             |                  | PV         | No informado  |           | PV        | 430 | Federación Brasil de la Esperanza (PT, PV e PCdoB) |                  |
| Prado Sá             | No informado     | PV         |               |           | PV        | 430 | Federación Brasil de la Esperanza (PT, PV e PCdoB) |                  |

### Candidaturas declinadas
- Ursula Vidal (MDB) - Secretaria de Cultura de Pará (2019–2022). Renunció a su precandidatura al Senado Federal poco después de anunciar su desafiliación de Red de Sostenibilidad (REDE), y luego se unió al MDB, para lanzar su precandidatura a diputada federal.[87]
- Promesa Aguinaldo (UNIÃO) - Concejal de Santarém (2021-2022). Incluso fue considerado como precandidato al Senado, sin embargo, postulará a la vacante de diputado federal.[88]
- Simão Jatene (SD) - Gobernador de Pará (2003-2006; 2011-2018). Renunció a su candidatura al Senado Federal a raíz de la filtración de la noticia por parte del propio partido a un conocido sitio web, que pretendía lanzar su nombre el 15 de agosto.[89][90] Además, Jatene sería inelegible hasta la primera vuelta electoral por la desaprobación de cuentas rendidas en su tercer mandato y por haber sido condenado en 2017 por denuncias de compra de votos, utilizando el programa “cheque habitacional” durante las elecciones de 2014., quien fue reelegido en ese momento.[91][92]

## Debates
Los candidatos Cleber Rabelo, Paulo Roseira y Sofia Couto no fueron invitados al debate porque sus respectivos partidos no tienen representación en el congreso, además de ser convocados solo los bien posicionados en la encuesta del IPEC. Solo se realizó un debate en la primera vuelta en la carrera por la gubernatura, a cargo de TV Liberal. Los candidatos Zequinha Marinho (PL), Mayor Marcony (SD), Adolfo Oliveira (PSOL) y Dr. Felipe (PRTB) . Helder Barbalho (MDB), que lideraba holgadamente las encuestas, no asistió al debate por motivos de salud.
| Fecha        | Organizadores               | Mediador        | Helder (MDB) | Zequinha (PL) | Marcony (SD) | Adolfo (PSOL) | Felipe (PRTB) |
| ------------ | --------------------------- | --------------- | ------------ | ------------- | ------------ | ------------- | ------------- |
| 27/09, 22h30 | TV Liberal, TV Tapajós e G1 | Fabiano Vilella | A            | P             | P            | P             | P             |

## Encuestas

### Gobernador
La primera vuelta tuvo lugar el 2 de octubre de 2022.
| Encuestadora          | Fecha | Muestra | Helder MDB | Zequinha PL | Marcony SD | Adolfo PSOL | Sofia PMB | Cleber PSTU | Felipe PRTB | Paulo AGIR | Otros | NS/NR | Ventaja |    |    |    |   |    |     |
| --------------------- | --- | --- | --- | --- | --- | --- | --- | --- | --- | --- | --- | --- | --- | -- | -- | -- | - | -- | --- |
| Encuestadora          | Fecha | Muestra | Ipec | 28–30 de setembro de 2022 | 800 | 72% | 18% | 0% | 1% | 1% | Otros | NS/NR | Ventaja | 0% | 1% | 1% | – | 6% | 54% |
| Acertar               | 28–30 de setembro de 2022 | 1.200 | 67,8% | 18,6% | 0,6% | 1,2% | 0,9% | 0,4% | 0,9% | 0,3% | – | 9,3% | 49,2% |    |    |    |   |    |     |
| Doxa (Estado do Pará) | 27–30 de setembro de 2022 | 2.000 | 71,4% | 23,7% | 0,9% | 0,9% | 0,2% | 0,5% | 1,4% | 0,6% | 0,4% | – | 47,7% |    |    |    |   |    |     |
| Ipec                  | 21–23 de setembro de 2022 | 800 | 72% | 16% | 1% | 1% | 1% | 1% | 1% | 1% | – | 7% | 56% |    |    |    |   |    |     |
| Doxa (Estado do Pará) | 20–24 de setembro de 2022 | 2.000 | 61,4% | 12,8% | 1,4% | 1,5% | 0,9% | 2% | 1,5% | 0,4% | – | 18% | 48,6% |    |    |    |   |    |     |
| Destak                | 20–23 de setembro de 2022 | 621 | 76% | 8% | 2% | 0% | 1% | 2% | 1% | 0% | 0% | 9% | 68% |    |    |    |   |    |     |
| Acertar               | 20–23 de setembro de 2022 | 1.200 | 72,8% | 10,9% | 0,6% | 0,3% | 0,8% | 0,3% | 1,2% | 0,1% | – | 12,9% | 61,9% |    |    |    |   |    |     |
| Veritate              | 19–23 de setembro de 2022 | 1.500 | 68,1% | 13,3% | 1,1% | 0,6% | 1,2% | 0,7% | 1,1% | 0,5% | – | 13,4% | 54,8% |    |    |    |   |    |     |
| Doxa (Estado do Pará) | 7–11 de setembro de 2022 | 2.005 | 63,6% | 8% | 2,3% | 0,4% | 0,4% | 2,2% | 0,8% | 0,4% | 0,5% | 21,3% | 55,6% |    |    |    |   |    |     |
| Doxa (Castanhal)      | 1–5 de setembro de 2022 | 503 | 54% | 8,1% | 0,9% | 0,6% | 0,2% | 0,4% | 0,6% | 0% | – | 35,2% | 45,9% |    |    |    |   |    |     |
| Real Time Big Data    | 1–2 de setembro de 2022 | 1.000 | 67% | 11% | 2% | 2% | 0% | 1% | 1% | 0% | – | 16% | 56% |    |    |    |   |    |     |
| Ipec                  | 30 de agosto–1 de setembro de 2022 | 800 | 65% | 13% | 2% | 2% | 2% | 2% | 2% | 2% | 1% | 16% | 52% |    |    |    |   |    |     |
| Doxa (Estado do Pará) | 26–31 de agosto de 2022 | 1.200 | 65,8% | 4% | 1,3% | 0,9% | 0,5% | 3,4% | 0,8% | 0,2% | 0,3% | 22,8% | 61,8% |    |    |    |   |    |     |
| Acertar               | 26–29 de agosto de 2022 | 1.200 | 68,9% | 10,2% | 0,8% | 0,1% | 1,1% | 0,5% | 1,2% | 0,8% | – | 16,4% | 58,7% |    |    |    |   |    |     |
| 18 de agosto de 2022  | Shirley Alves (PROS) desiste da disputa ao Governo do Estado.                                                                         | Shirley Alves (PROS) desiste da disputa ao Governo do Estado.                                                                         | Shirley Alves (PROS) desiste da disputa ao Governo do Estado.                                                                         | Shirley Alves (PROS) desiste da disputa ao Governo do Estado.                                                                         | Shirley Alves (PROS) desiste da disputa ao Governo do Estado.                                                                         | Shirley Alves (PROS) desiste da disputa ao Governo do Estado.                                                                         | Shirley Alves (PROS) desiste da disputa ao Governo do Estado.                                                                         | Shirley Alves (PROS) desiste da disputa ao Governo do Estado.                                                                         | Shirley Alves (PROS) desiste da disputa ao Governo do Estado.                                                                         | Shirley Alves (PROS) desiste da disputa ao Governo do Estado.                                                                         | Shirley Alves (PROS) desiste da disputa ao Governo do Estado.                                                                         | Shirley Alves (PROS) desiste da disputa ao Governo do Estado.                                                                         | Shirley Alves (PROS) desiste da disputa ao Governo do Estado.                                                                         |    |    |    |   |    |     |
| Encuestadora          | Fecha | Muestra | Helder MDB | Zequinha PL | Marcony SD | Shirley PROS | Adolfo PSOL | Sofia PMB | Cleber PSTU | Felipe PRTB | Paulo AGIR | NS/NR | Ventaja |    |    |    |   |    |     |
| Encuestadora          | Fecha | Muestra | | | | | | | | | | NS/NR | Ventaja |    |    |    |   |    |     |
| Destak                | 9–12 de agosto de 2022 | 1.100 | 74,2% | 7,9% | 0,8% | 1,7% | 0,4% | 0,5% | 1,9% | 1,3% | 0% | 11,3% | 66,3% |    |    |    |   |    |     |
| Veritate              | 1–4 de agosto de 2022 | 1.500 | 62% | 10% | 4% | 2% | 0% | 2% | 2% | 0% | – | 19% | 52% |    |    |    |   |    |     |
| Doxa                  | 26–30 de julho de 2022 | 2.000 | 64,4% | 5,9% | 2,8% | 1,8% | 0,3% | – | 1,1% | – | – | 23,7% | 58,5% |    |    |    |   |    |     |
| 29 de julho de 2022   | Partido Socialismo e Liberdade (PSOL) decide lançar Adolfo Neto como candidato ao Governo do Estado.                                  | Partido Socialismo e Liberdade (PSOL) decide lançar Adolfo Neto como candidato ao Governo do Estado.                                  | Partido Socialismo e Liberdade (PSOL) decide lançar Adolfo Neto como candidato ao Governo do Estado.                                  | Partido Socialismo e Liberdade (PSOL) decide lançar Adolfo Neto como candidato ao Governo do Estado.                                  | Partido Socialismo e Liberdade (PSOL) decide lançar Adolfo Neto como candidato ao Governo do Estado.                                  | Partido Socialismo e Liberdade (PSOL) decide lançar Adolfo Neto como candidato ao Governo do Estado.                                  | Partido Socialismo e Liberdade (PSOL) decide lançar Adolfo Neto como candidato ao Governo do Estado.                                  | Partido Socialismo e Liberdade (PSOL) decide lançar Adolfo Neto como candidato ao Governo do Estado.                                  | Partido Socialismo e Liberdade (PSOL) decide lançar Adolfo Neto como candidato ao Governo do Estado.                                  | Partido Socialismo e Liberdade (PSOL) decide lançar Adolfo Neto como candidato ao Governo do Estado.                                  | Partido Socialismo e Liberdade (PSOL) decide lançar Adolfo Neto como candidato ao Governo do Estado.                                  | Partido Socialismo e Liberdade (PSOL) decide lançar Adolfo Neto como candidato ao Governo do Estado.                                  | Partido Socialismo e Liberdade (PSOL) decide lançar Adolfo Neto como candidato ao Governo do Estado.                                  |    |    |    |   |    |     |
| Encuestadora          | Fecha | Muestra | Helder MDB | Zequinha PL | Marcony SD | Fernando PSOL | Sílvia PSOL | Shirley PROS | Cleber PSTU | Fonseca PRTB | Outros | NS/NR | Ventaja |    |    |    |   |    |     |
| Encuestadora          | Fecha | Muestra | | | | | | | | | Outros | NS/NR | Ventaja |    |    |    |   |    |     |
| Destak                | 26–29 de julho de 2022 | 661 | 74,7% | 7,2% | 1,7% | – | 2% | – | 3,2% | – | – | 10,6% | 67,5% |    |    |    |   |    |     |
| Real Time Big Data    | 20–21 de julho de 2022 | 1.500 | 62% | 10% | – | 2% | 2% | – | – | – | – | 24% | 52% |    |    |    |   |    |     |
| Real Time Big Data    | 20–21 de julho de 2022 | 1.500 | 62% | 10% | – | – | 3% | – | 2% | – | – | 23% | 52% |    |    |    |   |    |     |
| Doxa                  | 18–26 de julho de 2022 | 1.300 | 53,4% | 11,9% | 4,9% | – | 2,1% | 2,1% | 2% | – | – | 23,5% | 41,5% |    |    |    |   |    |     |
| Doxa                  | 9–14 de maio de 2022 | 2.000 | 61,4% | 6,1% | 3,5% | – | 0,8% | – | 2,4% | – | 1,4% | 24,4% | 55,3% |    |    |    |   |    |     |
| Real Time Big Data    | 15–16 de abril de 2022 | 1.200 | 60% | 7% | – | 3% | – | – | 1% | – | – | 29% | 53% |    |    |    |   |    |     |
| Real Time Big Data    | 15–16 de abril de 2022 | 1.200 | 61% | 7% | – | – | 2% | – | – | 1% | – | 29% | 54% |    |    |    |   |    |     |
| Abril de 2022         | Márcio Miranda deixa o União Brasil (UNIÃO) e filia-se ao Partido Trabalhista Brasileiro (PTB) para se candidatar a deputado federal. | Márcio Miranda deixa o União Brasil (UNIÃO) e filia-se ao Partido Trabalhista Brasileiro (PTB) para se candidatar a deputado federal. | Márcio Miranda deixa o União Brasil (UNIÃO) e filia-se ao Partido Trabalhista Brasileiro (PTB) para se candidatar a deputado federal. | Márcio Miranda deixa o União Brasil (UNIÃO) e filia-se ao Partido Trabalhista Brasileiro (PTB) para se candidatar a deputado federal. | Márcio Miranda deixa o União Brasil (UNIÃO) e filia-se ao Partido Trabalhista Brasileiro (PTB) para se candidatar a deputado federal. | Márcio Miranda deixa o União Brasil (UNIÃO) e filia-se ao Partido Trabalhista Brasileiro (PTB) para se candidatar a deputado federal. | Márcio Miranda deixa o União Brasil (UNIÃO) e filia-se ao Partido Trabalhista Brasileiro (PTB) para se candidatar a deputado federal. | Márcio Miranda deixa o União Brasil (UNIÃO) e filia-se ao Partido Trabalhista Brasileiro (PTB) para se candidatar a deputado federal. | Márcio Miranda deixa o União Brasil (UNIÃO) e filia-se ao Partido Trabalhista Brasileiro (PTB) para se candidatar a deputado federal. | Márcio Miranda deixa o União Brasil (UNIÃO) e filia-se ao Partido Trabalhista Brasileiro (PTB) para se candidatar a deputado federal. | Márcio Miranda deixa o União Brasil (UNIÃO) e filia-se ao Partido Trabalhista Brasileiro (PTB) para se candidatar a deputado federal. | Márcio Miranda deixa o União Brasil (UNIÃO) e filia-se ao Partido Trabalhista Brasileiro (PTB) para se candidatar a deputado federal. | Márcio Miranda deixa o União Brasil (UNIÃO) e filia-se ao Partido Trabalhista Brasileiro (PTB) para se candidatar a deputado federal. |    |    |    |   |    |     |
| Encuestadora          | Fecha | Muestra | Helder MDB | Zequinha PL | Paulo PT | Miranda UNIÃO | Jatene IND | Pioneiro PSDB | Araceli PSOL | Ana Júlia PT | Otros | NS/NR | Ventaja |    |    |    |   |    |     |
| Encuestadora          | Fecha | Muestra | | | | | | | | | Otros | NS/NR | Ventaja |    |    |    |   |    |     |
| Mentor                | 17–21 de fevereiro de 2022 | 810 | 62,6% | 3,5% | 4,1% | – | 6,4% | – | 1,7% | – | – | 21,7% | 59,1% |    |    |    |   |    |     |
| Phoenix               | 14–18 de fevereiro de 2022 | 1.351 | 14,51% | 10,58% | 8,36% | 6,96% | 5,92% | 5,26% | – | 3,55% | 14,32% | 27,46% | 3,36% |    |    |    |   |    |     |

### Senador Federal
| Encuestadora          | Fecha                              | Muestra | Couto PL | Flexa PP                  | Beto PT | Pioneiro PSDB | Jardel PODE | Sabbá PMB | Elielton AVANTE | Otros | NS/NR | Ventaja |    |    |    |    |     |    |
| --------------------- | ---------------------------------- | ------- | -------- | ------------------------- | ------- | ------------- | ----------- | --------- | --------------- | ----- | ----- | ------- | -- | -- | -- | -- | --- | -- |
| Encuestadora          | Fecha                              | Muestra | Ipec     | 28–30 de setembro de 2022 | 800     | 19%           | 9%          | 25%       | 8%              | Otros | NS/NR | Ventaja | 7% | 1% | 0% | 6% | 25% | 6% |
| Acertar               | 28–30 de setembro de 2022          | 1.200   | 17,7%    | 6,6%                      | 23,1%   | 8,1%          | 4%          | 0,9%      | 0%              | 5,5%  | 34%   | 5,4%    |    |    |    |    |     |    |
| Doxa (Estado do Pará) | 27–30 de setembro de 2022          | 2.000   | 32,7%    | 12%                       | 27%     | 19,3%         | 4,1%        | 1,2%      | 0,7%            | 3,1%  | –     | 5,7%    |    |    |    |    |     |    |
| Ipec                  | 21–23 de setembro de 2022          | 800     | 20%      | 10%                       | 20%     | 10%           | 6%          | 1%        | 1%              | 5%    | 26%   | Empate  |    |    |    |    |     |    |
| Doxa (Estado do Pará) | 20–24 de setembro de 2022          | 2.000   | 16,4%    | 9,5%                      | 15,8%   | 15,2%         | 3,2%        | 0,4%      | 0,8%            | 3,1%  | 35,5% | 0,6%    |    |    |    |    |     |    |
| Acertar               | 20–23 de setembro de 2022          | 1.200   | 14%      | 6,8%                      | 17,4%   | 9%            | 4,8%        | 0,3%      | 0,4%            | 5%    | 42,3% | 3,4%    |    |    |    |    |     |    |
| Veritate              | 19–23 de setembro de 2022          | 1.500   | 17,9%    | 8,5%                      | 15,9%   | 7,3%          | 6,1%        | 0,1%      | 0,8%            | 7%    | 36,5% | 2%      |    |    |    |    |     |    |
| Doxa (Estado do Pará) | 7–11 de setembro de 2022           | 2.005   | 10,2%    | 9,5%                      | 12,4%   | 15,8%         | 4,5%        | 0,4%      | 0,4%            | 3,4%  | 43,4% | 3,4%    |    |    |    |    |     |    |
| Doxa (Castanhal)      | 1–5 de setembro de 2022            | 503     | 12,5%    | 7,2%                      | 10,3%   | 3,2%          | 6,8%        | 0,4%      | 1%              | 1,8%  | 25,1% | 2,2%    |    |    |    |    |     |    |
| Real Time Big Data    | 1–2 de setembro de 2022            | 1.000   | 17%      | 9%                        | 16%     | 10%           | 7%          | 1%        | 0%              | 3%    | 37%   | 1%      |    |    |    |    |     |    |
| Ipec                  | 30 de agosto–1 de setembro de 2022 | 800     | 15%      | 9%                        | 12%     | 7%            | 8%          | 2%        | 0%              | 7%    | 41%   | 3%      |    |    |    |    |     |    |
| Doxa (Estado do Pará) | 26–31 de agosto de 2022            | 1.200   | 11,5%    | 8,5%                      | 8,9%    | 17,1%         | 9,8%        | 0,6%      | 1,2%            | 1,9%  | 40,6% | 5,6%    |    |    |    |    |     |    |
| Acertar               | 26–29 de agosto de 2022            | 1.200   | 13%      | 7,1%                      | 12%     | 8,1%          | 6,1%        | 1%        | 0%              | 8%    | 43,8% | 1%      |    |    |    |    |     |    |
| Destak                | 9–12 de agosto de 2022             | 1.100   | 12,9%    | 16,3%                     | 8,9%    | 4,6%          | 6,8%        | 0,6%      | 1,8%            | 2,8%  | 45,3% | 3,4%    |    |    |    |    |     |    |
| Veritate              | 1–4 de agosto de 2022              | 1.500   | 19%      | 9%                        | 10%     | 9%            | 0%          | 2%        | 0%              | 5%    | 46%   | 9%      |    |    |    |    |     |    |
| Destak                | 26–29 de julho de 2022             | 661     | 20,8%    | 35,5%                     | 16,6%   | 0,7%          | –           | 1%        | 3,5%            | –     | 21,8% | 14,7%   |    |    |    |    |     |    |
| Doxa                  | 26–30 de julho de 2022             | 2.000   | 10,4%    | 8,8%                      | 8,2%    | 14,9%         | –           | –         | –               | –     | 57,9% | 4,5%    |    |    |    |    |     |    |
| Real Time Big Data    | 20–21 de julho de 2022             | 1.500   | 18%      | 18%                       | 14%     | 11%           | –           | –         | –               | –     | 39%   | Empate  |    |    |    |    |     |    |
| Doxa                  | 9–14 de maio de 2022               | 2.000   | 7,8%     | 6,1%                      | 5,7%    | 5,8%          | –           | –         | –               | 26,4% | 48,2% | 18,6%   |    |    |    |    |     |    |
| Doxa                  | 9–14 de maio de 2022               | 2.000   | 14,8%    | 7,3%                      | 12,8%   | 14%           | –           | –         | –               | –     | 51,1% | 0,8%    |    |    |    |    |     |    |
| Real Time Big Data    | 15–16 de abril de 2022             | 1.200   | 18%      | 14%                       | 14%     | 12%           | –           | –         | –               | –     | 42%   | 4%      |    |    |    |    |     |    |
| Mentor                | 17–21 de fevereiro de 2022         | 810     | 10,4%    | 2,6%                      | 2,8%    | 9,6%          | –           | –         | –               | 24,8% | 49,7% | 14,4%   |    |    |    |    |     |    |

## Resultados

### Gobernador
| Candidatos                | Candidatos                | Candidatos                | Votos     | %      |
| Gobernador/a              | Gobernador/a              | Vicegobernador/a          | Votos     | %      |
| ------------------------- | ------------------------- | ------------------------- | --------- | ------ |
|                           | Helder Barbalho (MDB)     | Hana Ghassan (MDB)        | 3.117.276 | 70,41  |
|                           | Zequinha Marinho (PL)     | Rosiane Eguchi (PSC)      | 1.201.079 | 27,13  |
|                           | Adolfo Oliveira (PSOL)    | Vera Rodrigues (PSOL)     | 56.830    | 1,28   |
|                           | Felipe Augusto (PRTB)     | Fernando Dourado (PRTB)   | 31.402    | 0,71   |
|                           | Leonardo Marcony (SD)     | Nilo Noronha (SD)         | 9.103     | 0,21   |
|                           | Sofia Couto (PMB)         | Luciano Bombeiro (PMB)    | 5.355     | 0,12   |
|                           | Cleber Rabelo (PSTU)      | Benedita do Amaral (PSTU) | 5.053     | 0,11   |
|                           | Paulo Roseira (AGIR)      | Murilo Monteiro (AGIR)    | 1.309     | 0,03   |
|                           |                           |                           |           |        |
| Votos válidos             | Votos válidos             | Votos válidos             | 4.427.487 | 92,32  |
| Votos en blanco           | Votos en blanco           | Votos en blanco           | 99.146    | 2,08   |
| Votos nulos               | Votos nulos               | Votos nulos               | 258.639   | 5,49   |
| Total                     | Total                     | Total                     | 4.789.311 | 100,00 |
| Registrados/Participación | Registrados/Participación | Registrados/Participación | 6.082.312 | 78,38  |

### Senador Federal

Candidato más votado por municipio (144):
Beto Faro (91)
Mário Couto (45)
Manoel Pioneiro (3)
Flexa Ribeiro (3)
Renata Fonseca (2)

El candidato Paulo Castelo Branco (PROS) no tuvo sus votos calculados por problemas en sus candidaturas con el TSE.
| Candidatos                | Candidatos                  | Votos     | %      |
| ------------------------- | --------------------------- | --------- | ------ |
|                           | Beto Faro (PT)              | 1.781.582 | 42,55  |
|                           | Mário Couto (PL)            | 1.485.453 | 35,47  |
|                           | Manoel Pioneiro (PSDB)      | 390.959   | 9,34   |
|                           | Flexa Ribeiro (PP)          | 307.481   | 7,34   |
|                           | Jardel Guimarães (PODE)     | 85.099    | 2,03   |
|                           | Renata Fonseca (PRTB)       | 52.996    | 1,27   |
|                           | Márcio Sabbá (PMB)          | 36.055    | 0,86   |
|                           | Elielton Lira (AVANTE)      | 21.278    | 0,51   |
|                           | João Santiago (PSTU)        | 13.452    | 0,32   |
|                           | Gideon Bush (AGIR)          | 11.728    | 0,28   |
|                           | Paulo Castelo Branco (PROS) | 1.278     | 0.03   |
|                           |                             |           |        |
| Votos válidos             | Votos válidos               | 4.186.083 | 87,48  |
| Votos en blanco           | Votos en blanco             | 252.828   | 5,28   |
| Votos nulos               | Votos nulos                 | 345.083   | 7,21   |
| Total                     | Total                       | 4.789.311 | 100,00 |
| Registrados/Participación | Registrados/Participación   | 6.082.312 | 78,78  |

### Diputados federales electos
Los candidatos electos se enumeran con información adicional de la Cámara de Diputados.
| Diputados federales electos | Partido | Votos   | Ciudad de origen | Estado |
| --------------------------- | ------- | ------- | ---------------- | ------ |
| Alessandra Haber            | MDB     | 258.907 | Belém            | Pará   |
| Éder Mauro                  | PL      | 205.543 | Belém            | Pará   |
| Elcione Barbalho            | MDB     | 175.498 | Belém            | Pará   |
| José Priante                | MDB     | 167.275 | Belém            | Pará   |
| Renilce Nicodemos           | MDB     | 162.208 | Marapanim        | Pará   |
| Júnior Ferrari              | PSD     | 160.542 | Oriximiná        | Pará   |
| Dilvanda Faro               | PT      | 150.065 | Bujaru           | Pará   |
| Celso Sabino                | UNIÃO   | 142.326 | Belém            | Pará   |
| Antônio Doido               | MDB     | 126.535 | Dom Macedo Costa | Bahía  |
| Keniston Braga              | MDB     | 126.027 | Abaetetuba       | Pará   |
| Andreia Siqueira            | MDB     | 125.004 | Tucuruí          | Pará   |
| Joaquim Passarinho          | PL      | 122.523 | Belém            | Pará   |
| Delegado Caveira            | PL      | 106.349 | Rio Verde        | Goiás  |
| Olival Marques              | MDB     | 102.435 | Belém            | Pará   |
| Airton Faleiro              | PT      | 79.862  | Tenente Portela  | Goiás  |
| Henderson Pinto             | MDB     | 74.746  | Santarém         | Pará   |
| Raimundo Santos             | PSD     | 62.366  | Santarém         | Pará   |

#### Por Partido/Federación
| N.º                       | Partido                                                 | Votos     | %      | Escaños | ±           |
| ------------------------- | ------------------------------------------------------- | --------- | ------ | ------- | ----------- |
| 15                        | Movimento Democrático Brasileño (MDB)                   | 1.519.004 | 30,98  | 9       | 7           |
| 22                        | Partido Liberal (PL)                                    | 539.998   | 10,58  | 3       | 2           |
| 13                        | Partido de los Trabajadores (PT)                        | 362.849   | 8,02   | 2       | Sin cambios |
| 55                        | Partido Social Democrático (PSD)                        | 350.784   | 7,74   | 2       | 1           |
| 44                        | Unión Brasil (UNIÃO)                                    | 301.599   | 6,67   | 1       | 1           |
| 14                        | Partido Laborista Brasileño (PTB)                       | 206.332   | 4,56   | 0       | 2           |
| 40                        | Partido Socialista Brasileiro (PSB)                     | 190.408   | 4,21   | 0       | 1           |
| 11                        | Progresistas (PP)                                       | 187.285   | 4,14   | 0       | Sin cambios |
| 45                        | Partido de la Social Democracia Brasileña (PSDB)        | 175.892   | 3,89   | 0       | 2           |
| 10                        | Republicanos (REP)                                      | 168.456   | 7,73   | 0       | 1           |
| 12                        | Partido Democrático Laborista (PDT)                     | 150.865   | 3,34   | 0       | Sin cambios |
| 50                        | Partido Socialismo y Libertad (PSOL)                    | 149.109   | 3,30   | 0       | 1           |
| 19                        | Podemos (PODE)                                          | 69.219    | 1,53   | 0       | Sin cambios |
| 20                        | Partido Social Cristiano (PSC)                          | 66.841    | 1,48   | 0       | Sin cambios |
| 23                        | Ciudadanía (CIDADANIA)                                  | 24.972    | 0,55   | 0       | Sin cambios |
| 65                        | Partido Comunista de Brasil (PCdoB)                     | 15.832    | 0,35   | 0       | Sin cambios |
| 77                        | Solidaridad (SD)                                        | 10.481    | 0,23   | 0       | Sin cambios |
| 18                        | Red de Sostenibilidad (REDE)                            | 7.354     | 0,16   | 0       | Sin cambios |
| 28                        | Partido Renovador Laborista Brasileño (PRTB)            | 6.851     | 0,15   | 0       | Sin cambios |
| 90                        | Partido Republicano de Orden Social (PROS)              | 1.856     | 0,04   | 0       | Sin cambios |
| 70                        | Avante (AVANTE)                                         | 5.318     | 0,12   | 0       | Sin cambios |
| 36                        | Actuar (AGIR-36)                                        | 2.827     | 0,06   | 0       | Sin cambios |
| 43                        | Partido Verde (PV)                                      | 2.529     | 0,06   | 0       | Sin cambios |
| 16                        | Partido Socialista de los Trabajadores Unificado (PSTU) | 1.718     | 0,04   | 0       | Sin cambios |
| 35                        | Partido de la Mujer Brasileña (PMB)                     | 1.640     | 0,04   | 0       | Sin cambios |
| 51                        | Patriota (PATRI)                                        | 1.497     | 0,03   | 0       | Sin cambios |
|                           |                                                         |           |        |         |             |
| Votos válidos             | Votos válidos                                           | 4.521.516 | 94,48  |         |             |
| Votos en blanco           | Votos en blanco                                         | 152.467   | 3,19   |         |             |
| Votos nulos               | Votos nulos                                             | 111.289   | 2,33   |         |             |
| Total                     | Total                                                   | 4.785.272 | 100,00 | 17      | Sin cambios |
| Registrados/Participación | Registrados/Participación                               | 6.074.636 | 78,77  |         |             |

### Asamblea Legislativa
En las elecciones para la Asamblea Legislativa de Pará, había 41 escaños en juego.
| Partidos                  | Partidos                                         | Votos     | %      | Escaños | +/–         |
| ------------------------- | ------------------------------------------------ | --------- | ------ | ------- | ----------- |
| 15                        | Movimento Democrático Brasileño (MDB)            | 1.253.590 | 27,54  | 13      | +3          |
| 13                        | Partido de los Trabajadores (PT)                 | 359.653   | 7,96   | 4       | +1          |
| 45                        | Partido de la Social Democracia Brasileña (PSDB) | 356.054   | 7,85   | 3       | Sin cambios |
| 11                        | Progresistas (PP)                                | 296.271   | 6,54   | 3       | -2          |
| 22                        | Partido Liberal (PL)                             | 243.729   | 6,29   | 3       | +2          |
| 20                        | Partido Social Cristiano (PSC)                   | 267.638   | 5,91   | 2       | +1          |
| 19                        | Podemos (PODE)                                   | 262.544   | 5,78   | 2       | +1          |
| 55                        | Partido Social Democrático (PSD)                 | 239.646   | 5,32   | 2       | -3          |
| 10                        | Republicanos (REP)                               | 229.019   | 5,05   | 2       | Sin cambios |
| 12                        | Partido Democrático Laborista (PDT)              | 215.259   | 4,73   | 2       | -1          |
| 44                        | Unión Brasil (UNIÃO)                             | 188.449   | 4,16   | 1       | -3          |
| 14                        | Partido Laborista Brasileño (PTB)                | 143.576   | 3,15   | 1       | +1          |
| 40                        | Partido Socialista Brasileño (PSB)               | 139.691   | 3,07   | 1       | Sin cambios |
| 50                        | Partido Socialismo y Libertad (PSOL)             | 100.863   | 2,21   | 1       | Sin cambios |
| 23                        | Ciudadanía (CIDADANIA)                           | 53.641    | 1,18   | 1       | Sin cambios |
| 70                        | Avante (AVANTE)                                  | 48.390    | 1,06   | 0       | -1          |
| 28                        | Partido Renovador Laborista Brasileño (PRTB)     | 43.969    | 0,97   | 0       | Sin cambios |
| 65                        | Partido Comunista de Brasil (PCdoB)              | 22.872    | 0,50   | 0       | Sin cambios |
| 18                        | Red de Sostenibilidad (REDE)                     | 8.206     | 0,18   | 0       | Sin cambios |
| 77                        | Solidaridad (SD)                                 | 5.313     | 0,12   | 0       | Sin cambios |
| 35                        | Partido de la Mujer Brasileña (PMB)              | 4.887     | 0,11   | 0       | Sin cambios |
| 90                        | Partido Republicano de Orden Social (PROS)       | 4.589     | 0,10   | 0       | Sin cambios |
| 43                        | Partido Verde (PV)                               | 2.971     | 0,07   | 0       | Sin cambios |
| 80                        | Unidad Popular (UP)                              | 2.579     | 0,06   | 0       | Sin cambios |
| 36                        | Actuar (AGIR)                                    | 1.921     | 0,04   | 0       | Sin cambios |
| 51                        | Patriota (PATRI)                                 | 1.343     | 0,03   | 0       | Sin cambios |
| 27                        | Democracia Cristiana (DC)                        | 908       | 0,02   | 0       | Sin cambios |
|                           |                                                  |           |        |         |             |
| Votos válidos             | Votos válidos                                    | 4.538.980 | 94,85  |         |             |
| Votos en blanco           | Votos en blanco                                  | 140.167   | 2,93   |         |             |
| Votos nulos               | Votos nulos                                      | 106.125   | 2,22   |         |             |
| Total                     | Total                                            | 4.785.272 | 100,00 | 41      | Sin cambios |
| Registrados/Participación | Registrados/Participación                        | 6.074.636 | 78,77  |         |             |

#### Diputados estatales electos
41 diputados estatales fueron elegidos para la Asamblea Legislativa de Pará.
| Diputados estatales electos | Partido      | Votos   | Ciudad de origen      | Estado       |
| --------------------------- | ------------ | ------- | --------------------- | ------------ |
| Wenderson Chamon            | MDB          | 109.287 | Marabá                | Pará         |
| Iran Lima                   | MDB          | 92.710  | Moju                  | Pará         |
| Cilene Couto                | PSDB         | 91.611  | Belém                 | Pará         |
| Francisco das Chagas        | MDB          | 91.542  | Cruzeiro do Sul       | Acre         |
| Rogério Barra               | PL           | 81.698  | Belém                 | Pará         |
| Erick Monteiro              | PSDB         | 78.053  | Capitão Poço          | Pará         |
| Adriano Coelho              | PDT          | 74.795  | Belém                 | Pará         |
| Gustavo Sefer               | PSD          | 73.188  | Belém                 | Pará         |
| Igor Normando               | PODE         | 71.906  | Belém                 | Pará         |
| Dirceu Ten Caten            | PT           | 66.396  | Marabá                | Pará         |
| Ivanaldo Braz               | PDT          | 65.496  | Presidente Dutra      | Maranhão     |
| Luth Rebelo                 | PP           | 62.596  | Belém                 | Pará         |
| Zeca Pirão                  | MDB          | 61.766  | Belém                 | Pará         |
| Ronie Silva                 | MDB          | 61.297  | Tomé-Açu              | Pará         |
| Paula Titan                 | MDB          | 61.219  | Castanhal             | Pará         |
| Fábio Freitas               | Republicanos | 58.689  | São Bernardo do Campo | São Paulo    |
| Angelo Ferrari              | MDB          | 58.104  | Oriximiná             | Pará         |
| Carlos Vinicios             | MDB          | 57.998  | Miranorte             | Tocantins    |
| Martinho Carmona            | MDB          | 56.791  | Belém                 | Pará         |
| Antônio Tonheiro            | PP           | 56.202  | Capitão Poço          | Pará         |
| Ana Cunha                   | PSDB         | 55.725  | Barcarena             | Pará         |
| Diana Belo                  | MDB          | 52.685  | Capitão Poço          | Pará         |
| Wanderlan Brandao           | MDB          | 52.361  | Belém                 | Pará         |
| Eraldo Pimenta              | MDB          | 51.986  | Salto da Divisa       | Minas Gerais |
| Thiago Araújo               | Cidadania    | 49.411  | Belém                 | Pará         |
| Bob Fllay                   | PTB          | 48.452  | Belém                 | Pará         |
| Victor Dias                 | UNIÃO        | 48.235  | Belém                 | Pará         |
| Andreia Xarão               | MDB          | 48.006  | Breves                | Pará         |
| Nilton Neves                | PSD          | 47.307  | Belém                 | Pará         |
| Lu Ogawa                    | PP           | 46.262  | Barcarena             | Pará         |
| Elias Santiago              | PT           | 44.734  | Bujaru                | Pará         |
| Maria do Carmo              | PT           | 43.255  | Santarém              | Pará         |
| Wescley Tomaz               | PSC          | 40.301  | Ubajara               | Ceará        |
| Josué Paiva                 | Republicanos | 36.874  | Monte Alegre          | Pará         |
| Fábio Filgueiras            | PSB          | 35.626  | Belém                 | Pará         |
| Carlos Bordalo              | PT           | 34.238  | Breves                | Pará         |
| Toni Cunha                  | PSC          | 33.388  | Marabá                | Pará         |
| Lívia Duarte                | PSOL         | 28.817  | Belém                 | Pará         |
| Renato Oliveira             | PODE         | 23.230  | Bragança              | Pará         |
| Aveilton Souza              | PL           | 23.230  | Marabá                | Pará         |
| Neil Duarte                 | PL           | 22.366  | Belém                 | Pará         |